# Cuenca de la quebrada de Vítor
La cuenca de la quebrada de Vítor es una unidad hidrográfica situada en la Región de Arica y Parinacota, en el norte de Chile. Se trata de una cuenca exorreica que recoge aguas desde las laderas occidentales de la cordillera de los Andes y las conduce al océano Pacífico, cerca del poblado de Vítor. Según la clasificación oficial de la Dirección General de Aguas (DGA), forma parte del sistema de cuencas costeras entre el río San José y la quebrada Camarones.

Cuenca de la quebrada de Vítor. Más detalles pueden ser vistos en los planos a escala 1:250000 del Instituto Geográfico Militar (Chile) de 1954: Carta preliminar Arica y Carta preliminar Caquena-Río Lauca.

## Límites y relieve

Distribución de comunas en y en torno a la cuenca de la quebrada Vitor. En rojo las comunas, en verde claro las áreas protegidas y en línea negra los límites de las regiones. En Verde obscuro, la cuenca de Vitor.

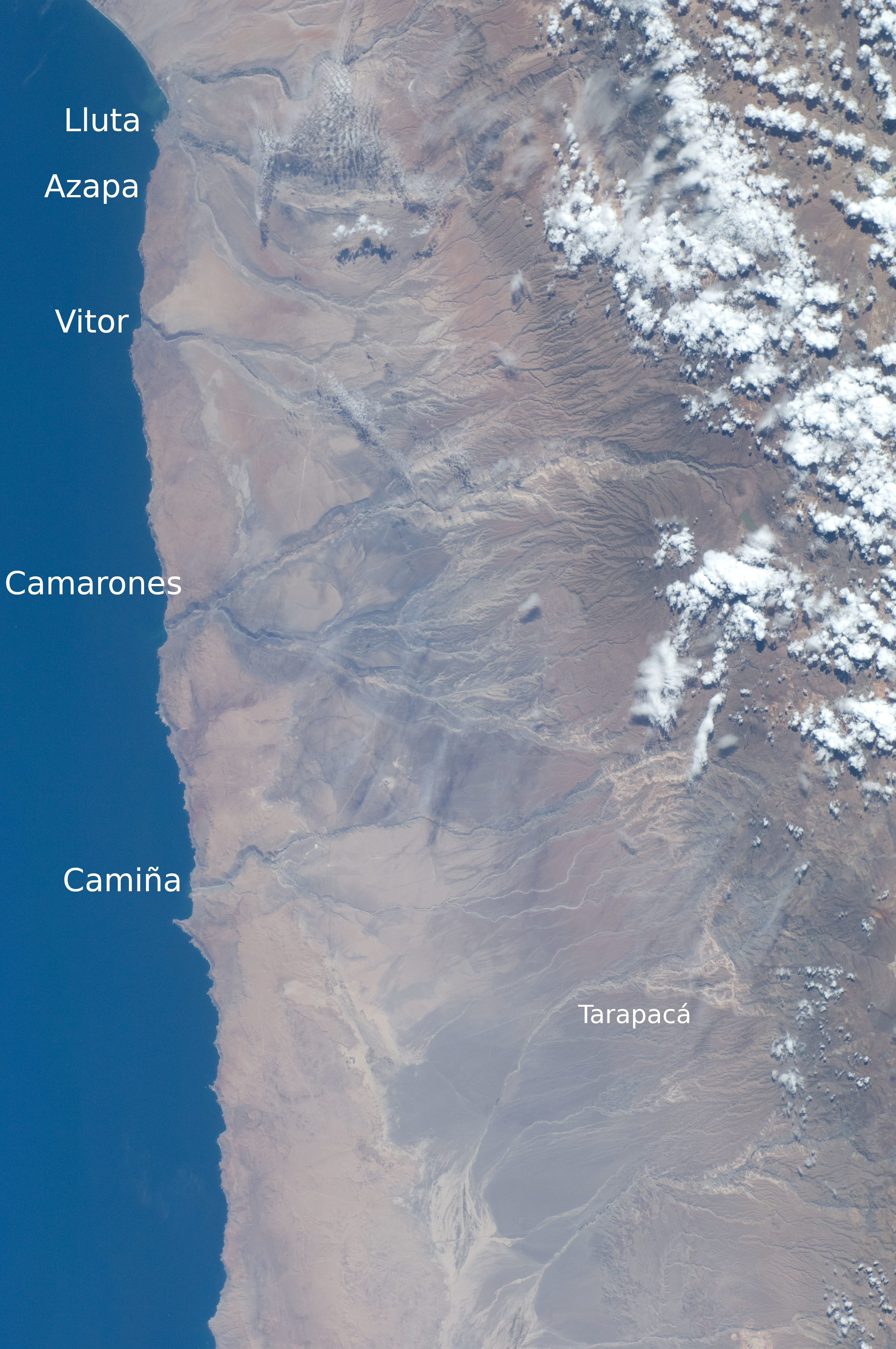
Las quebradas andinas exorreicas del norte grande de Chile de norte a sur: Escritos, Concordia, Lluta, Azapa, Camarones, Vitor y Camiña. Todas ellas nacen en la cordillera, atraviesan la depresión intermedia y la cordillera de la Costa, dejando en su camino algunas profundas incisiones. En el extremo inferior se ve la quebrada de Tarapacá, que también nace en la cordillera, avanza hacia el poniente pero en la depresión intermedia gira hacia el sur sumiéndose en la Pampa del Tamarugal. El "espolón" costero es la península al lado sur de Pisagua.

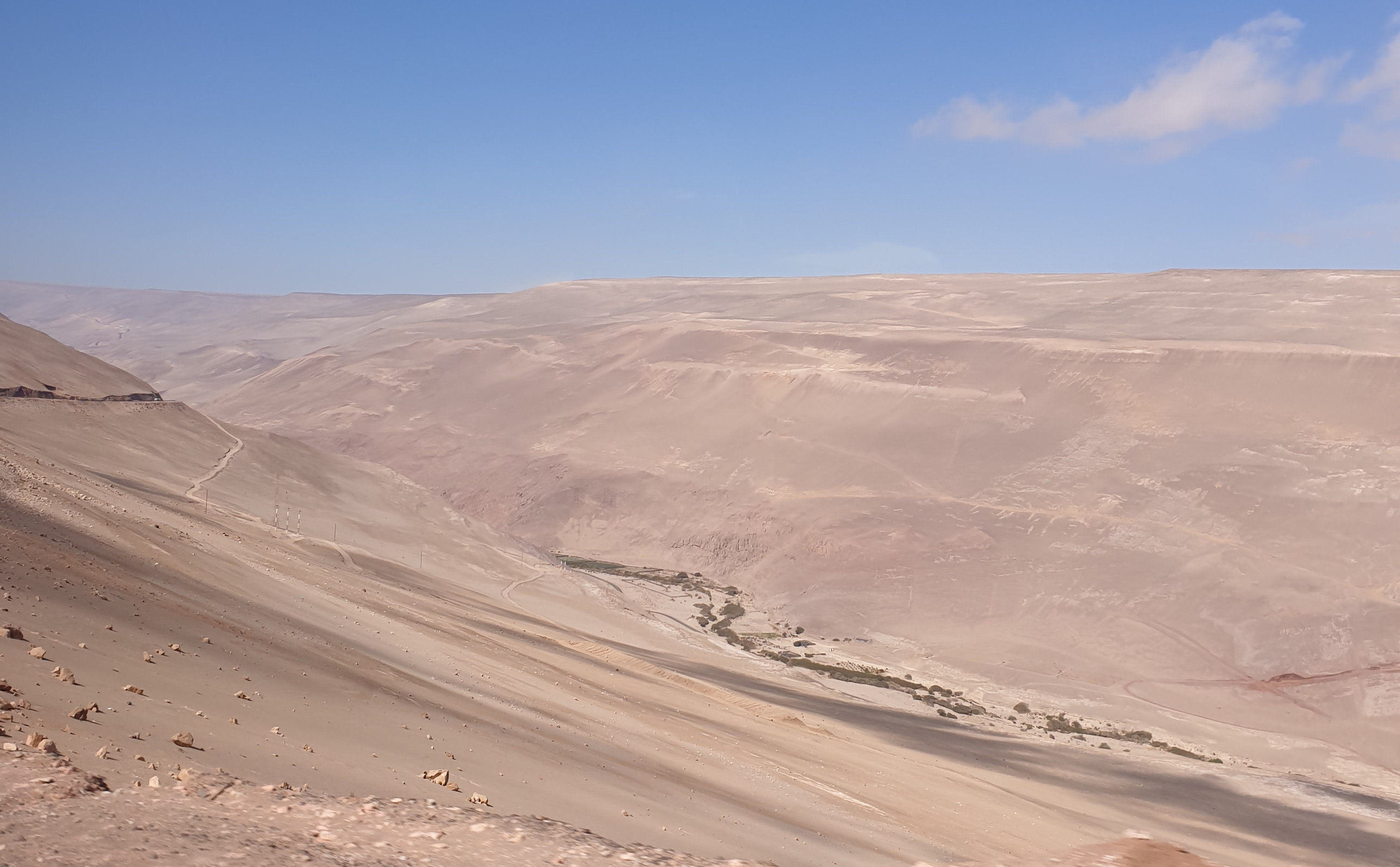
La quebrada de Vítor cruzando el desierto.

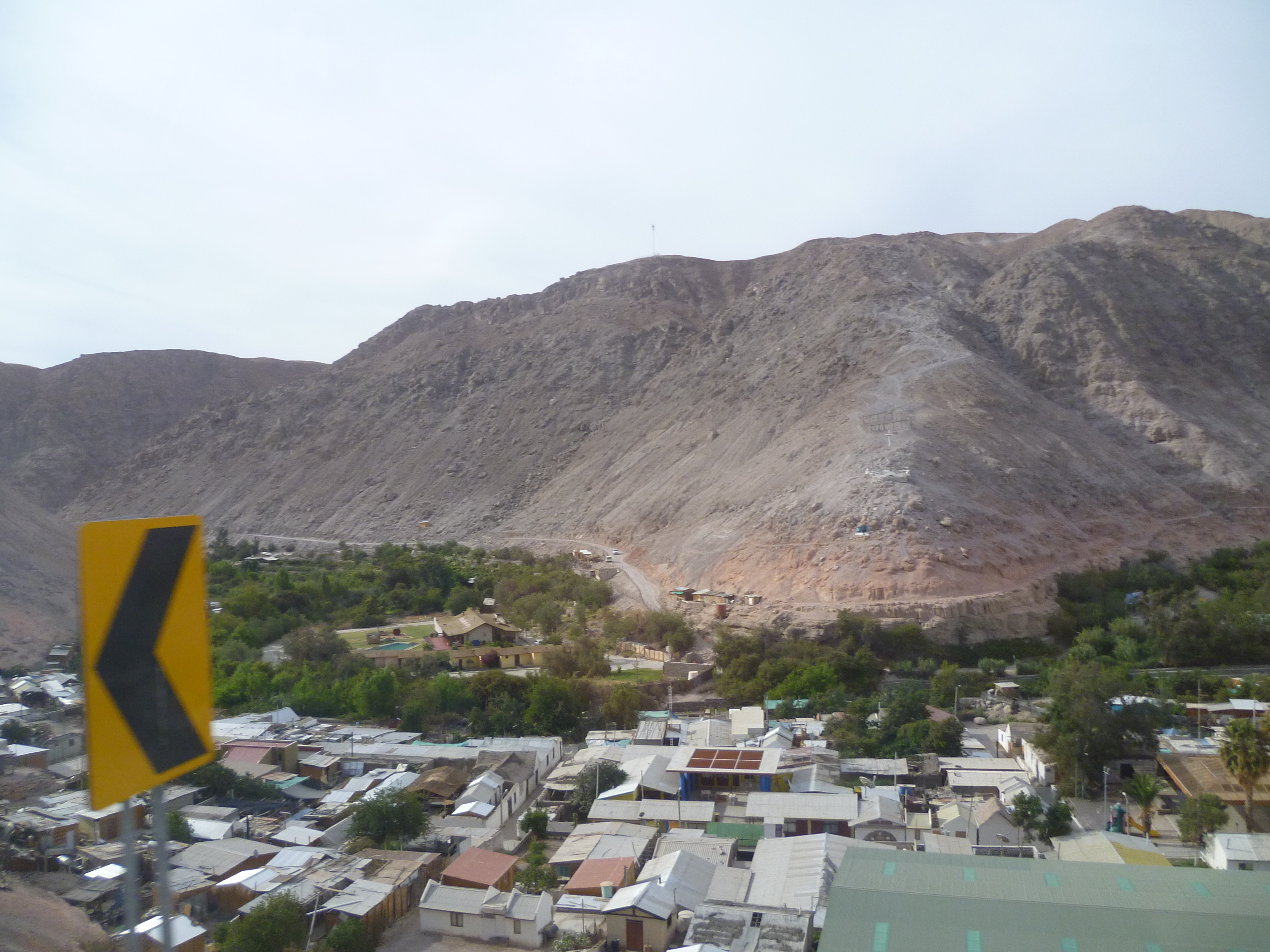
Valle de Codpa.

La cuenca de la quebrada de Vítor limita al oeste con el océano Pacífico, al este con la cuenca del río Lauca, al norte con la cuenca del río San José y al sur con la cuenca del río Camarones. Hacia el este, colinda específicamente con la subcuenca del río Paquisa, perteneciente a la cuenca del río Lauca. Su superficie se estima en aproximadamente 2.769 km², según el inventario de cuencas elaborado por la Dirección General de Aguas (DGA).
En el contexto regional, la cuenca de Vítor forma parte de un conjunto de cuencas andinas exorreicas que desembocan en el océano Pacífico, junto con las cuencas de Escritos, Concordia, Lluta, Azapa, Camarones y Camiña. Estas cuencas comparten características hidrográficas relacionadas con su origen en la cordillera de los Andes y su régimen de caudales variables hacia el litoral.

## Población y Regiones
La cuenca está ubicada dentro de los límites político-administrativos de la Región de Arica y Parinacota.
El sistema de información y monitoreo de biodiversidad del Ministerio del Medio Ambiente de Chile señala la siguiente distribución de la superficie de la cuenca entre las comunas (el porcentaje es de la cuenca):
| Región             | Provincia  | Comuna    | Hectáreas   | Porcentaje |
| ------------------ | ---------- | --------- | ----------- | ---------- |
| Arica y Parinacota |            |           | 266.805,977 | 99,722%    |
|                    | Parinacota |           | 20.219,097  | 7,557%     |
|                    |            | Putre     | 20.219,097  | 7,557%     |
|                    | Arica      |           | 246.586,879 | 92,165%    |
|                    |            | Arica     | 74.155,511  | 27,717%    |
|                    |            | Camarones | 172.431,368 | 64,448%    |

Las localidades pobladas son Chaca (Vitor), Ofrajía, Codpa, Amozac, Guanacagua, Poroma (Vitor), Palca (Vitor), Chitita y Caleta Vítor.: 13 

## Subdivisiones
La Dirección General de Aguas subdivide o agrupa las cuencas  hidrográficas de Chile según las necesidades de estudio y gestión del recurso hídrico. Para ello, se apoyan principalmente en dos inventarios oficiales: el inventario de cuencas del Banco Nacional de Aguas (BNA) de 1978, de mayor uso histórico, y el inventario de cuencas del Departamento de Administración de Recursos Hídricos (DARH) de 2014, que aporta una cartografía más precisa y actualizada.
La subdivisión del BNA es como sigue:
| Sub- cuenca                               | Subsub- cuenca | Aguas                                                          | Área drenaje km² |
| ----------------------------------------- | -------------- | -------------------------------------------------------------- | ---------------- |
| 014 Costeras Río San José - Río Camarones |                |                                                                |                  |
| 0140                                      | 01400          | Costeras entre Río San José y Quebrada Vitor                   | 181              |
| 0141                                      | 01410          | Quebrada Vitor                                                 | 1623             |
| 0142                                      | 01420          | Costera entre Quebradas Vitor y Río Camarones                  | 871              |
| total:                                    |                |                                                                |                  |
| 3                                         | 3              | Región: XV (100%) / Tipo: Exorreica / Desemb.: Océano Pacífico | 2675             |

La disposición de cuencas en el inventario DARH es la siguiente:
| Código   | Nombre                                                | Código en mapa                                      | Tipología de cuenca                                 | Vertiente de cuenca                                 | Origen de cuenca                                    | Temperatura media anual (C°)                        | Temperatura máxima (C°)                             | Temperatura mínima (C°)                             | Precipitación anual (mm)                            | Número de estaciones fluviométricas                 | Número de estaciones pluviométricas                 | Área (km²)                                          |
| -------- | ----------------------------------------------------- | --------------------------------------------------- | --------------------------------------------------- | --------------------------------------------------- | --------------------------------------------------- | --------------------------------------------------- | --------------------------------------------------- | --------------------------------------------------- | --------------------------------------------------- | --------------------------------------------------- | --------------------------------------------------- | --------------------------------------------------- |
| 1505     | Cuencas Costeras entre Río San José y Río Camarones   | Cuencas Costeras entre Río San José y Río Camarones | Cuencas Costeras entre Río San José y Río Camarones | Cuencas Costeras entre Río San José y Río Camarones | Cuencas Costeras entre Río San José y Río Camarones | Cuencas Costeras entre Río San José y Río Camarones | Cuencas Costeras entre Río San José y Río Camarones | Cuencas Costeras entre Río San José y Río Camarones | Cuencas Costeras entre Río San José y Río Camarones | Cuencas Costeras entre Río San José y Río Camarones | Cuencas Costeras entre Río San José y Río Camarones | Cuencas Costeras entre Río San José y Río Camarones |
| 150500   | Quebrada de Vítor                                     | 0                                                   | Exorreica                                           | Pacífico                                            | Pluvial                                             | 16.7                                                | 25.8                                                | 8.5                                                 | 1.0                                                 | 0                                                   | 0                                                   | 307.6                                               |
| 15050000 | Caleta Vítor                                          | 6                                                   | Exorreica                                           | Pacífico                                            | Pluvial                                             | 16.8                                                | 25.8                                                | 8.7                                                 | 0.5                                                 | 0                                                   | 0                                                   | 29.9                                                |
| 15050001 | Quebrada sin nombre al Sur de Quebrada Vítor          | 7                                                   | Exorreica                                           | Pacífico                                            | Pluvial                                             | 16.5                                                | 25.5                                                | 8.3                                                 | 0.0                                                 | 0                                                   | 0                                                   | 52.7                                                |
| 15050002 | Quebrada de Garza o Calisama                          | 8                                                   | Exorreica                                           | Pacífico                                            | Pluvial                                             | 14.3                                                | 24.2                                                | 3.9                                                 | 29.0                                                | 0                                                   | 0                                                   | 320.3                                               |
| 15050002 | Quebrada de Garza o Calisama                          | 8                                                   | Exorreica                                           | Pacífico                                            | Pluvial                                             | 14.3                                                | 24.2                                                | 3.9                                                 | 29.0                                                | 0                                                   | 0                                                   | 320.3                                               |
| 15050002 | Quebrada de Garza o Calisama                          | 8                                                   | Exorreica                                           | Pacífico                                            | Pluvial                                             | 14.3                                                | 24.2                                                | 3.9                                                 | 29.0                                                | 0                                                   | 0                                                   | 320.3                                               |
| 150501   | Costeras entre Río San José y Quebrada Vítor          | 0                                                   | Exorreica                                           | Pacífico                                            | Pluvial                                             | 17.4                                                | 26.0                                                | 9.8                                                 | 1.8                                                 | 0                                                   | 0                                                   | 42.5                                                |
| 150502   | Costeras entre Quebrada de Vítor y Quebrada Camarones | 0                                                   | Exorreica                                           | Pacífico                                            | Pluvial                                             | 16.3                                                | 25.3                                                | 8.2                                                 | 0.0                                                 | 0                                                   | 0                                                   | 128.5                                               |
| 15050203 | Quebrada Pampa Camarones                              | 10                                                  | Exorreica                                           | Pacífico                                            | Pluvial                                             | 15.8                                                | 25.2                                                | 6.8                                                 | 2.0                                                 | 0                                                   | 0                                                   | 620.7                                               |

## Hidrología
Además de los cuerpos de agua principales, existen otros más pequeños, como la aguada de Quero, ubicada en la parte superior de la quebrada de La Higuera, cerca de la intersección con el sendero que conecta Ausipar con el pueblo de Codpa.: 730 

Diagrama unifilar de la cuenca del río Codpa.

### Red hidrográfica
Los cuerpos de agua considerados en esta categoría son:

### Caudales y régimen
Sus aguas provienen de la sierra a que pertenecen el cerro Orcotunco (5000 m s. n. m.) y el cerro Anocarire (5050 m s. n. m.).: 117  Esta cuenca se inicia por el este en la sierra que forman los cerros Orcotunco y Anocarire, dando origen a varias quebradas que se unen en la localidad de Umirpa desde donde comienza a ser llamada quebrada de Vítor.: 118  Solamente en la cuenca alta existe un flujo superficial de agua permanente, que normalmente no alcanza hasta la costa, salvo en los años con invierno altiplánico extremadamente lluvioso; por esta razón, en la costa solo se obtiene agua desde excavaciones de pozos.
Esta cuenca presenta en situación normal un escurrimiento superficial permanente en la parte alta de la cuenca, mientras que en la parte baja es intermitente.

### Glaciares
El inventario público de glaciares de Chile 2022 consigna en estas cuencas 7 glaciares que cubren 0,54 km², pero sin una cantidad relevante de agua almacenada (0 km³).

### Acuíferos
En la cuenca se conocen dos acuíferos, el acuífero intermedio en la confluencia de las quebradas Vitor y Garza que se extiende hasta 6 km aguas arriba, de ancho medio de 500 m y un ancho máximo de 700 m, con una pendiente del 2%, y una superficie aproximada de 584 Has. Sobre el se encuentra ubicada la comunidad de Chaca. El segundo es conocido como acuífero costero, comienza en la Caleta Vitor y alcanza hasta unos 6 km aguas arriba con un ancho de 350 m, un máximo de 500m y una pendiente de 2% abracando un área de 274 ha.: 18 

## Clima

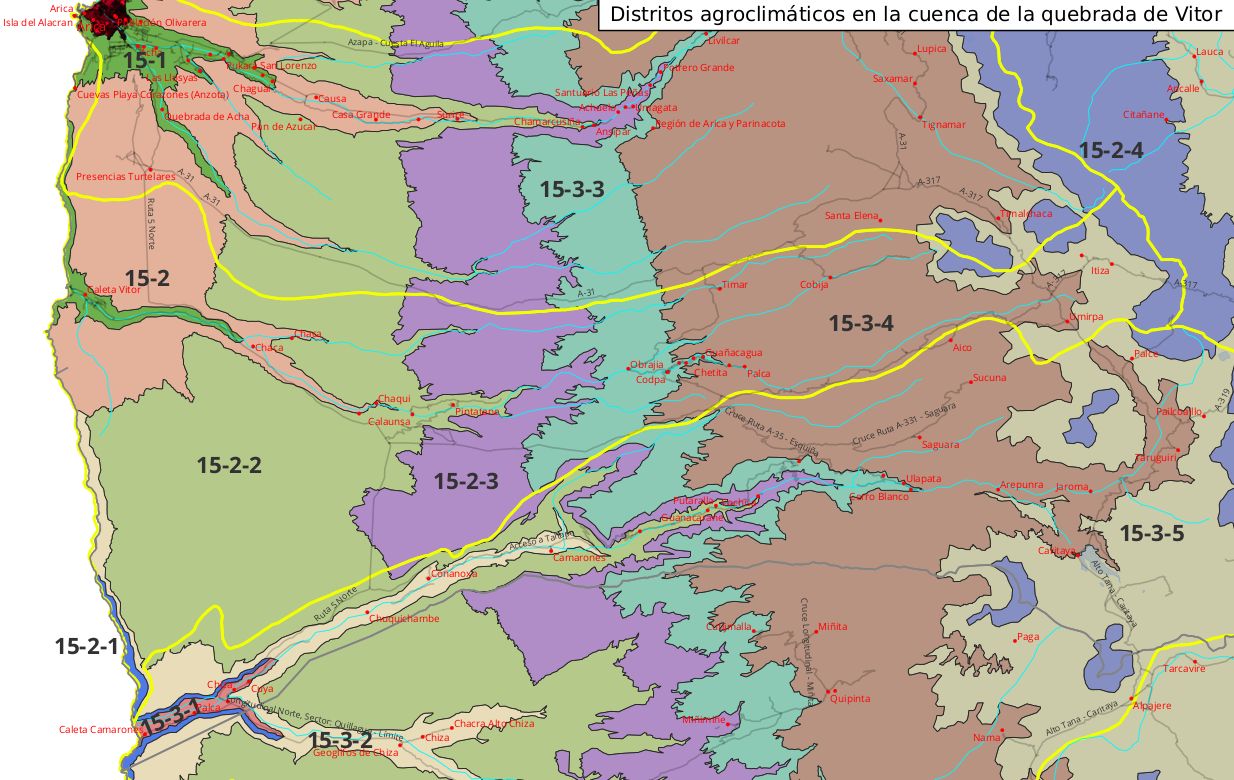
Distritos agroclimáticos en la cuenca de la quebrada Vitor. En amarillo los límites de las cuencas y en rojo algunas localidades.

La Cuenca de la Quebrada de Vítor presenta un clima predominantemente árido, con temperaturas que varían considerablemente según la altitud y la proximidad al océano Pacífico. Las temperaturas máximas estivales oscilan entre 26 y 30 °C, mientras que las mínimas invernales pueden caer por debajo de 0 °C en las zonas más altas. Las precipitaciones anuales son muy escasas, generalmente menores a 5 mm en la mayoría del territorio, aunque aumentan en las zonas de mayor altitud. Este clima se caracteriza por un alto déficit hídrico, reflejando la aridez extrema de la región.
|  |  |  |

## Áreas protegidas
El Ministerio del Medio Ambiente consigna dos espacios protegidos:
- Monumento natural Picaflor de Arica
- Reserva nacional Las Vicuñas (solo tangencialmente)

## Actividades económicas

### Agricultura
La actividad agrícola en el valle se riega con aguas superficiales del cauce del Vítor o Codpa distribuidas en una red de canales y, en el sector de Chaca y la caleta Vítor se riega con agua extraída de pozos.: 43 
En esta cuenca se encuentran 111 canales en los sectores de Chitita, Poroma, Codpa, Guañacagua y Timar, entre otros. De estos el 45% esta revestido de hormigón, un 18% esta revestido con mampostería, un 10% con losetas y el 20% no esta revestido. En cuanto al estado de los canales se consideró que el 49% esta en buen estado, 39% en regular estado y el 17% en mal estado.: 93 
Esta en estudio la posibilidad de construir un embalse en Umirpa para dar riego seguro a la agricultura de la zona.: 43 